# Budki Petrykowskie (gromada)
Budki Petrykowskie – dawna gromada, czyli najmniejsza jednostka podziału terytorialnego Polskiej Rzeczypospolitej Ludowej w latach 1954–1972.
Gromady, z gromadzkimi radami narodowymi (GRN) jako organami władzy najniższego stopnia na wsi, funkcjonowały od reformy reorganizującej administrację wiejską przeprowadzonej jesienią 1954 do momentu ich zniesienia z dniem 1 stycznia 1973, tym samym wypierając organizację gminną w latach 1954–1972.
Gromadę Budki Petrykowskie z siedzibą GRN w Budkach Petrykowskich utworzono – jako jedną z 8759 gromad – w powiecie grójeckim w woj. warszawskim, na mocy uchwały nr VI/10/5/54 WRN w Warszawie z dnia 5 października 1954. W skład jednostki weszły obszary dotychczasowych gromad Budki Petrykowskie, Bronisławów, Chudolipie, Józefów, Karolew, Kornelówka, Nosy-Poniatki, Petrykozy, Redlanka i Wólka Załęska ze zniesionej gminy Konie oraz obszary dotychczasowych gromad Huta Jeżewska i Natalin ze zniesionej gminy Komorniki w tymże powiecie. Dla gromady ustalono 15 członków gromadzkiej rady narodowej.
29 lutego 1956 z gromady Budki Petrykowskie wyłączono wieś Natalin włączając ją do gromady Suchostruga w tymże powiecie.
31 grudnia 1959 do gromady Budki Petrykowskie przyłączono wsie Julianów, Natalin, Popielarze i Wólka Jeżewska ze znoszonej gromady Suchostruga w tymże powiecie.
31 grudnia 1961 z gromady Budki Petrykowskie wyłączono (a) wsie Petrykozy i Redlanka, włączając je do gromady Bartoszówka oraz (b) wsie Bronisławów, Chudolipie i Nosy-Poniatki, włączając je do gromady Osuchów – w powiecie grodziskomazowieckim w woj. warszawskim, po czym gromadę Budki Petrykowskie zniesiono, włączając jej (pozostały) obszar do (c) gromady Tarczyn (wsie Julianów, Natalin, Popielarze i Wólka Jeżewska) oraz (d) do znoszonej gromady Pniewy (wsie Budki Petrykowskie, Huta Jeżewska, Józefów, Karolew, Kornelówka i Wólka Załęska) – w powiecie grójeckim w woj. warszawskim.